# Bùi Tuấn Anh
Bùi Tuấn Anh (ur. 8 października 1989) – wietnamski zapaśnik w stylu wolnym.
Złoty medalista igrzysk Azji Południowo-Wschodniej w 2007, 2011 i 2013; srebrny w 2009 roku. Dwukrotny uczestnik mistrzostw świata, zajął 27. miejsce w 2009. Trzy starty w mistrzostwach Azji, ósmy w 2010 roku.